# Pommérieux
Pommérieux es una comuna francesa situada en el departamento de Mosela, en la región de Gran Este.

## Demografía
| 224 | 259 | 296 | 343 | 426 | 520 | 709 |
| Para los censos de 1962 a 1999 la población legal corresponde a la población sin duplicidades (Fuente: INSEE [Consultar]) |     |     |     |     |     |     |